# اگنیو (واشینگتن)
اگنیو، واشینگتن (به انگلیسی: Agnew, Washington) یک منطقهٔ مسکونی در ایالات متحده آمریکا است که در ایالت واشینگتن واقع شده‌است.